# Sasînivka, Pîreatîn
Sasînivka (în ucraineană Сасинівка) este localitatea de reședință a comunei Sasînivka din raionul Pîreatîn, regiunea Poltava, Ucraina.

## Demografie
Componența lingvistică a localității Sasînivka
     Ucraineană (97,88%)
     Rusă (2,12%)
Conform recensământului din 2001, majoritatea populației localității Sasînivka era vorbitoare de ucraineană (97,88%), existând în minoritate și vorbitori de rusă (2,12%).